# Адель Имам
Адель Имам (араб. عادل إمام ‎; 17 мая 1940) — египетский актёр театра и кино. По своей актерской сущности, он, в первую очередь комик, но участвовал и в серьезных работах — например, его ранние фильмы объединяют комедию с романтикой.
Получил широкую популярность в середине 70-х годов прошлого века, и с этого времени считается одним из самых известных актёров египетского кинематографа. Снимался в более 100 фильмах.
Родился 17 мая 1940 года в городе Эль-Мансура. Окончил сельскохозяйственный факультет университета Эль-Мансура.
В январе 2000 года стал послом доброй воли Управления Верховного комиссара ООН по делам беженцев.
Сыграл множество ролей политической тематики, за что в значительной степени уважаем в Египте и арабском мире. 